# 이이쿠라 히로키
이이쿠라 히로키(일본어: 飯倉 大樹, 1986년 6월 1일 ~ )는 일본의 축구 선수이다. 현재 J1리그의 요코하마 F. 마리노스에서 뛰고 있다.

## 구단 경력
그는 2005년부터 J리그의 요코하마 F. 마리노스, 비셀 고베에서 뛰었다.